# Dicamptus reticulatus
Dicamptus reticulatus là một loài tò vò trong họ Ichneumonidae.